# Ramon Saera
Ramon Saera (Manresa, ? - Manresa, 1357) fou un jurista català.
Com a advocat fiscal de la batllia i de la vegueria de Manresa i assessor dels consellers d'aquesta ciutat en la construcció de la séquia, fou l'intermediari amb el bisbe de Vic per a la solució del plet en el que s'enfrontaren per culpa de l'obra. Patrocinà l'obra de la capella de les Verges, de la Seu de Manresa, on fou enterrat i a la qual llegà un frontal d'altar brodat (obra del florentí Geri di Lapo), altres ornaments, peces d'orfebreria i una extensa biblioteca que per voluntat del donador fou venuda i repartida.
El 1357 Ramon Saera feia una deixa per a la construcció del dormitori al Convent de Santa Clara de Manresa.
És autor de comentaris als usatges i les constitucions de Catalunya i d'altres obres de caràcter jurídic. Ha estat confós amb un seu germà Berenguer, també jurista i canonge de Vic.